# Legiunea a II-a Traiana Fortis

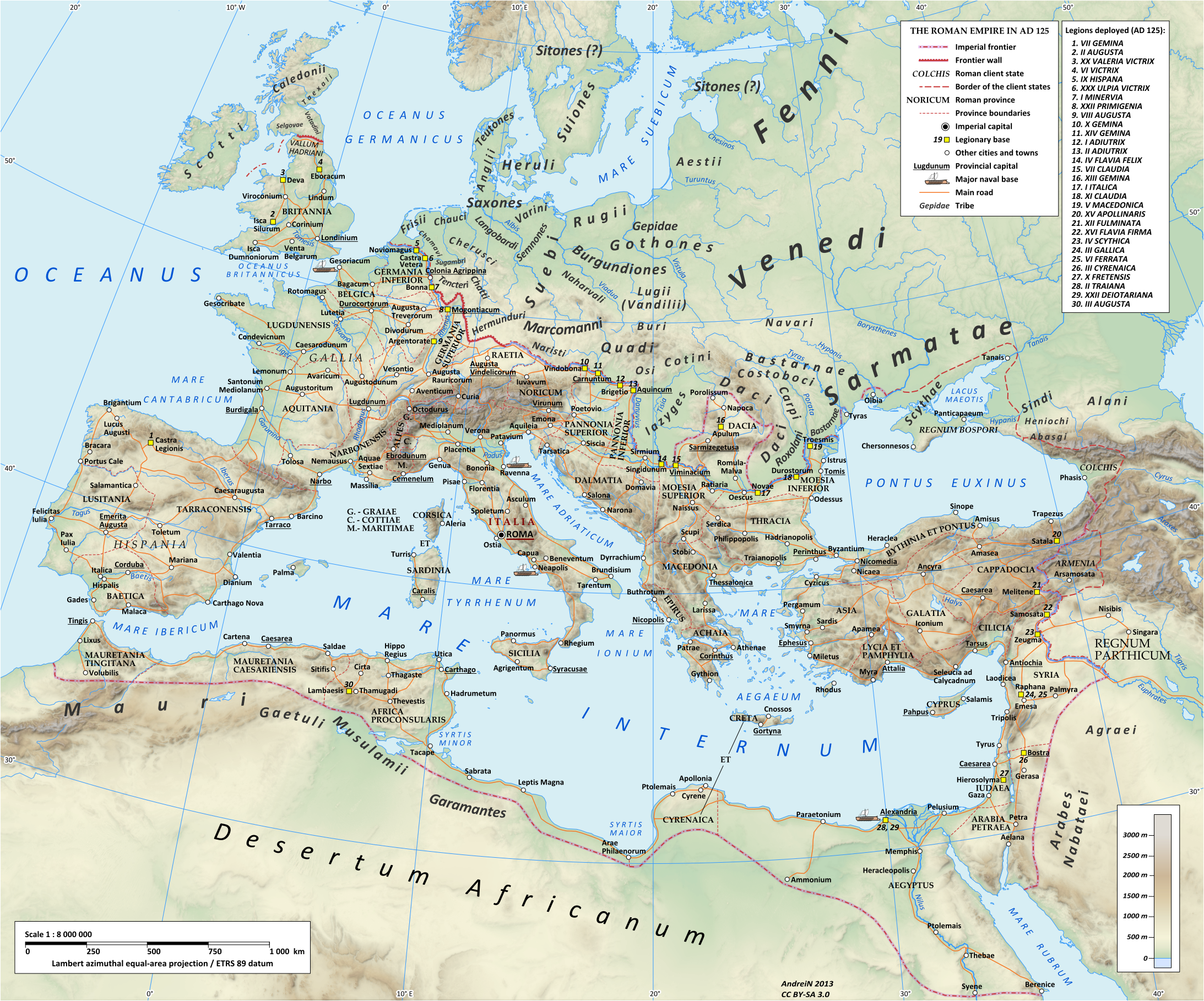
Harta Imperiului Roman în anul 125 d.Hr., sub împăratul Hadrian, arătând Legio II Traiana, staționată la Alexandria (Alexandria, Egipt), în provincia Aegyptus, din anul 125 d.Hr. până în secolul al IV-lea

Legiunea a II-a Traiana Fortis (în latină Legio II Traiana Fortis) a fost o legiune a armatei imperiale romane mobilizată de împăratul Traian, împreună cu Legiunea a XXX-a Ulpia Victrix, pentru campaniile din Dacia.
Legiunea a II-a Traiana Fortis a fost înființată în anul 105 de împăratul Traian cu ocazia celui de Al Doilea Război Daco-Roman. Legiunea participând inclusiv la ultimul asediu asupra capitalei regatului dacic și anume Sarmizegetuza. 
Anul 115 face ca Legiunea a II-a Traiana Fortis sa fie parte din războiul dus de împăratul Traian împotriva parților. 
În anul 117 legiunea este relocată în Iudeea cu scopul de a menține pacea după ce o revolta a iudeilor a fost înăbușită de Imperiul Roman. 
În anul 125 legiunea este trimită în Egipt în localitatea Nicopolis (în apropierea Alexandriei), în această zonă Legiunea a II-a Traiana Fortis a stat împreună cu Legiunea a XXII-a Deiotariana. 
Înregistrări ale celui de-al II-lea Traiana Fortis au fost recuperate din Egipt și datează de la mijlocul secolului al V-lea. Simbolul Legiunii este semizeul Hercule. Emblema legiunii era semizeul Hercule, simbol al forței și al puterii.